# Streptospondyl
Streptospondyl (Streptospondylus) – teropod z nadrodziny megalozauroidów (Megalosauroidea).
Żył w okresie jury (ok. 164-160 mln lat temu) na terenach Europy. Długość ciała ok. 7 m, wysokość ok. 2,5 m, masa ok. 500 kg. Jego szczątki znaleziono w Anglii i we Francji.
Gatunki:
- Streptospondylus altdorfensis (von Meyer, 1832)
- Streptospondylus cuvieri (Owen, 1842)